# Хаугер, Туриль Торстад
Туриль Торстад Хаугер (норв. Torill Thorstad Hauger; 22 ноября 1943, Осло, Норвегия — 4 июля 2014, там же) — норвежская детская писательница.

## Биография
Изучала этнологию, фольклор и скандинавскую археологию в Университете Осло. С 1970 по 1975 год работала в отделе эпохи викингов Исторического музея Осло.
В 1982 году написала книгу «Сигурд победитель дракона» (норв. Sigurd Drakedreper), по которой в 1989 году сняли приключенческий фильм «Самый маленький викинг».

## Произведения
- Karl Eugen Olsen fra Vika (1976)
- Røvet av vikinger (1978)
- Flukten fra vikingene (1979)
- Det kom et skip til Bjørgvin i 1349 (1980)
- Trekk fra Oslos historie (1981)
- Сигурд — истребитель драконов Sigurd Drakedreperen (1982)
- Krestiane Kristiania (1984)
- I Dorotheas hus (1986)
- Ravnejenta (1989)
- Varulven og Iselin (1992)
- Sagaen om Håkon og Kristin (1993)
- Tarzan på loftet (1993)
- Tord Illugesson (1995)
- Долгий путь Den lange reisen:
  - Amerika, Amerika (1987)
  - Rødhudenes land (1988)
  - Lincolns blå soldat (1990)
  - Oppbrudd (1991)
- Den store Chicagoreisen (1999)
- Ulvebarna i Vikingdalen (2003)

## Награды
- 1980, 1982 — Премия Министерства культуры Норвегии «За детскую и юношескую литературу» в категории «Литература»
- 1980 — Премия Ассоциации норвежских критиков за лучшую книгу для детей и юношества
- 1984 — Премия норвежских книготорговцев
- 1991 — Специальная Премия Министерства культуры Норвегии «За детскую и юношескую литературу»